# Ichikawa, Chiba
Ichikawa dẫn đến đây. Có thể là nhà đạo diễn Kon Ichikawa
Ichikawa (市川市 Thị Xuyên thị) là một thành phố thuộc tỉnh Chiba, Nhật Bản.